# Референдум в Венесуэле (2023)
Референдум в Венесуэле состоялся 3 декабря 2023 года. Инициирован президентом Николасом Мадуро в поддержку претензий Венесуэлы на регион Гайана-Эссекибо, который контролируется соседней Гайаной. В референдуме было пять вопросов, касающихся мнения венесуэльского народа насчёт плана правительства по созданию штата Гайана-Эссекибо с немедленным предоставлением его населению венесуэльского гражданства.
Национальный избирательный совет Венесуэлы опубликовал окончательные результаты: подавляющее большинство принявших участие в референдуме венесуэльцев (около 95 %) проголосовало за присоединение части территории соседнего государства. Существует вероятность, что территориальный спор перерастёт во вторжение Венесуэлы в Гайану.
Венесуэла и Гайана проведут переговоры по ситуации вокруг провинции Эссекибо. Встреча была запланирована на 14 декабря, с проведением в Сент-Винсенте и Гренадинах. Соглашению о переговорах предшествовали телефонные разговоры президента Бразилии Луиса Инасиу Лула да Силвы и премьер-министра Сент-Винсента и Гренадин Ральфа Гонсалвеша с венесуэльским лидером Николасом Мадуро.
Аналитики отметили, что решение администрации Мадуро о проведении референдума может быть попыткой отвлечь внимание от внутренних проблем Венесуэлы, таких как слабая экономика и высокий уровень коррупции в правительстве.

## Предыстория
Гайана-Эссекибо — это регион, на который претендует Венесуэла, и находящийся под контролем Гайаны, площадью 159 500 км² к западу от реки Эссекибо.
Регион Гайана-Эссекибо ранее находился под контролем Испанской и Нидерландской империй, а затем был передан Британской империи. Этот регион входил в состав Генерал-капитанства Венесуэлы в 1777 году и был интегрирован в Первую Венесуэльскую республику в 1811 году. Британцы признавали границей реку Эссекибо до тех пор, пока в бассейне реки Юруари не было обнаружено золото. В 1814 году британцы приобрели 51 700 км² в результате договора с Нидерландами и назначили Роберта Германа Шомбурга ответственным за определением западной границы. В итоге «линия Шомбурга» пролегла через дополнительные 80 000 км² для Британской империи.
В 1841 году правительство Хосе Антонио Паэса осудило вторжение Британской империи на территорию Венесуэлы. Венесуэла обратилась за поддержкой к Соединённым Штатам Америки, которые посредством доктрины Монро решили вступить в спорную ситуацию в 1895 году. Палата представителей США предложила Конгрессу резолюцию 252, которая рекомендовала разрешить спор в международном арбитраже после давления со стороны президента США Гровера Кливленда. Комиссия, созданная во время венесуэльского кризиса 1895 года, установила «линию Шомбурга» границей между Венесуэлой и Британской Гвианой. Считалось, что принятое решение было компромиссом между великими державами того времени.
Статус региона регулируется Женевским соглашением 1966 года, подписанным правительствами Великобритании, Венесуэлы и Британской Гвианы. В соглашении оговаривалось, что вовлеченные стороны согласятся найти мирное, практичное и удовлетворительное решение спора. Венесуэла утверждает, что это соглашение аннулировало результаты первоначального арбитража, который установил «линию Шомбурга» границей между Венесуэлой и Гайаной.
Венесуэла настаивает на выполнении условий Женевского соглашения 1966 года посредством диалога. Венесуэла считает, что в этой ситуации применим принцип uti possidetis. Руководство Гайаны не вступает в прямой диалог с Венесуэлой по этому вопросу, а президент Гайаны Ирфаан Али настаивает на принятии решения через Международный суд ООН. Венесуэла, в свою очередь, не признает легитимность Международного суда ООН в разрешении этого спора. В 2023 году президент Венесуэлы Николас Мадуро направил письмо Генеральному секретарю ООН с просьбой выступить посредником в споре.
В 2023 году претензии по поводу принадлежности территории усилились со стороны Венесуэлы после обнаружения значительных залежей нефти и газа на морских участках Гайаны-Эссекибо. Критики референдума считают, что это способ проверить народную поддержку правящего правительства перед выборами в 2024 году, а также оказать давление на международные суды, чтобы они предоставили Венесуэле полные права на эту территорию. 

## Вопросы на референдуме
Следующие вопросы были одобрены Национальным избирательным советом 23 октября 2023 года и одобрены Конституционной палатой Верховного суда Венесуэлы 1 ноября 2023 года:
- «Согласны ли вы всеми средствами в соответствии с законом оспорить решение, обманным путём навязанное Парижским арбитражным судом в 1899 году, которое направлено на то, чтобы лишить нас нашей Гайаны-Эссекибо?»;
- «Поддерживаете ли вы Женевское соглашение 1966 года как единственный действительный юридический инструмент для достижения практического и удовлетворительного решения для Венесуэлы и Гайаны спора по поводу принадлежности территории Гайаны-Эссекибо?»;
- «Согласны ли вы с исторической позицией Венесуэлы, которая не признает юрисдикцию Международного суда ООН по разрешению территориального спора по поводу принадлежности Гайаны-Эссекибо?»;
- «Согласны ли вы всеми законными способами противостоять требованию Гайаны об одностороннем незаконном распоряжении спорной морской территорией в нарушение международного права до её делимитации?»;
- «Согласны ли вы с созданием штата Гайана-Эссекибо и разработкой ускоренного плана комплексного покровительства над нынешним и будущим населением этой территории, который включает, среди прочего, предоставление гражданства и паспорта в соответствии с Женевским соглашением и международным правом и приведёт к включению указанного штата в состав территории Венесуэлы?»[13].

По данным правительства Венесуэлы, более 95% проголосовавших венесуэльцев выбрали «да» по каждому из пяти вопросов бюллетеня. Международные аналитики и средства массовой информации сообщили, что явка была чрезвычайно низкой, и что правительство Венесуэлы сфальсифицировало результаты.

## Реакция
Предложенные вопросы на будущем референдуме в Венесуэле были осуждены правительством Гайаны, которое обратилось в Международный суд ООН с просьбой вмешаться в кризисную ситуацию. Посол Венесуэлы в Гайане Карлос Амадор Перес Силва был вызван, где ему высказали «глубокую обеспокоенность» по поводу предложенного референдума.
Генеральный секретарь Содружества наций Патрисия Скотланд осудила референдум из-за того, что там оспаривается территориальный суверенитет. Руководство Карибского сообщества выразило поддержку правительству Гайаны, заявив, что референдум является нарушением международного права, а также то, что не одобряет захват территории другого государства.
В ответ на эскалацию напряжённости в регионе Бразилия увеличила военное присутствие вдоль своей северной границы, поскольку предполагается, что единственным возможным вариантом для Венесуэлы для вторжения в Гайану было бы перемещение войск через бразильскую землю в северном штате Рорайма.